# عماد متعب
عماد محمد عبد النبي إبراهيم متعب لاعب كرة قدم مصري سابق، ولد في 20 فبراير 1983 في بلبيس بالشرقية، بدأ مسيرته الكروية كلاعب بنادي بلبيس الرياضي حتى سن 12 سنه ثم أنضم لناشئي النادي الأهلي المصري في سن 13 عام ثم صعد للعب في الفريق الأول بالنادي الأهلي المصري، ثم التحق بصفوف نادي مصمص للألعاب الرياضية تحت قيادة الكابتن عبده البلية وقد تمت اعارته لمدة عام إلى نادي الاتحاد السعودي انتهت بعد اصابته بقطع في الرباط الصليبي الخارجي وأعير مرة أخرى إلى نادي التعاون بداية عام 2018، كما لعب مع المنتخب المصري لكرة القدم قبل أن يعتزل دوليًا في عام 2015.

## مسيرته الرياضية
عماد محمد عبد النبي الشهير بعماد متعب أحد هدافي الأهلي في الفترة الأخيرة والحاصل على لقب هداف الدوري موسم 2004
حصل عماد متعب على لقب هداف الدوري موسم 2004/2005، برصيد 15 هدف، في أول مواسمه مع الفريق الأول، وهو تاسع أصغر لاعب يحصل على هذا اللقب في تاريخ الدوري المصري منذ بدايته.
كون متعب في بدايته مع الفريق الأول بالأهلي مثلث رعب مع محمد أبو تريكة ومحمد بركات، بفضل التفاهم التام الذي نشأ بينهم وقدرتهم على قيادة الفريق لأنتصار تلو الآخر.
ساهم عماد متعب مع زملائه في الفوز ببطولتي أفريقيا للأندية أبطال الدوري لعامين متتاليين، كان لأهدافه المؤثرة في مشوار البطولتين دور كبير في حصول الأهلي عليهما.
على الصعيد الدولي نجح متعب في أحراز العديد من الأهداف مع منتخب مصر الأول خاصة في المباريات الودية منذ تم تصعيده عن طريق حسن شحاته المدير الفني للمنتخب الأول (الذي يعتبر والده الروحي).
وفي 14 نوفمبر 2009 سجل متعب هدف التأهل للمباراة الفاصلة بين مصر والجزائر في تصفيات كأس العالم 2010 في الدقيقة 95 لتتمكن مصر من الفوز على المنتخب الجزائري (2-0) وتتعادل معها في نقاط القوة.
أعلن عماد متعب لاعب الأهلي السابق، اعتزال ممارسة كرة القدم رسميا، لينهي مسيرته في الملاعب. وأوضح متعب خلال استضافته ببرنامج «الدوري المصري» المذاع على قناة «أون سبورت»: «قررت اعتزال لعب الكرة نهائيا، بدءا من الموسم الحالي».
وأضاف لاعب الأهلي السابق: «سأتجه لتحليل المباريات وأبرمت تعاقدا مع قناة أون سبورت للبدء في ذلك، وكان هذا القرار الأصعب لأن ترك كرة القدم ليس بالسهل».

## مشاركاته مع النادي الأهلي
آخر تحديث في 23 ديسمبر 2016
| الدوري  | الدوري | الكأس   | الكأس | كأس السوبر | كأس السوبر | الكئوس الأفريقية | الكئوس الأفريقية | الكئوس العالمية | الكئوس العالمية | الكئوس العربية | الكئوس العربية | المجموع الكلي | المجموع الكلي |
| مشاركات | أهداف  | مشاركات | أهداف | مشاركات    | أهداف      | مشاركات          | أهداف            | مشاركات         | أهداف           | مشاركات        | أهداف          | مشاركات       | أهداف         |
| ------- | ------ | ------- | ----- | ---------- | ---------- | ---------------- | ---------------- | --------------- | --------------- | -------------- | -------------- | ------------- | ------------- |
| 185     | 74     | 21      | 17    | 3          | 0          | 87               | 28               | 9               | 2               | —              | —              | 305           | 121           |

### الاهداف الدولية
| عماد متعب   | عماد متعب      | عماد متعب                                             | عماد متعب              | عماد متعب       | عماد متعب | عماد متعب                                 |
| #           | التاريخ        | المكان                                                | الخصم                  | الهدف           | النتيجة   | المنافسة                                  |
| ----------- | -------------- | ----------------------------------------------------- | ---------------------- | --------------- | --------- | ----------------------------------------- |
| 1.          | 29 نوفمبر 2004 | ملعب المقاولون العرب، القاهرة، مصر                    | بلغاريا                | 1–0             | 1–1       | مباراة ودية                               |
| 2.          | 4 فبراير 2005  | ملعب كأس العالم سيول، سيول، كوريا الجنوبية            | كوريا الجنوبية         | 1–0             | 1–0       | مباراة ودية                               |
| 3.          | 9 فبراير 2005  | ملعب المقاولون العرب، القاهرة، مصر                    | بلجيكا                 | 1–0             | 4–0       | مباراة ودية                               |
| 4.          | 9 فبراير 2005  | ملعب المقاولون العرب، القاهرة، مصر                    | بلجيكا                 | 2–0             | 4–0       | مباراة ودية                               |
| 5.          | 14 مارس 2005   | ملعب الأمير محمد بن فهد، الدمام، السعودية             | السعودية               | 1–0             | 1–0       | مباراة ودية                               |
| 6.          | 27 مارس 2005   | ملعب المقاولون العرب، القاهرة، مصر                    | ليبيا                  | 2–1             | 4–1       | التصفيات الموهلة كأس العالم 2006          |
| 7.          | 27 مارس 2005   | ملعب المقاولون العرب، القاهرة، مصر                    | ليبيا                  | 3–1             | 4–1       |                                           |
| 8.          | 28 يناير 2006  | ملعب القاهرة الدولي، القاهرة، مصر                     | ساحل العاج             | 1–0             | 3–1       | كأس الأمم الإفريقية 2006                  |
| 9.          | 28 يناير 2006  | 3–1                                                   |                        |                 | 3–1       | كأس الأمم الإفريقية 2006                  |
| 10.         | 3 فبراير 2006  | ملعب القاهرة الدولي، القاهرة، مصر                     | الكونغو                | 3–1             | 4–1       | كأس الأمم الإفريقية 2006                  |
| 11.         | 15 نوفمبر 2006 | جريفين بارك، لندن، إنجلترا                            | جنوب إفريقيا           | 3–1             | 4–1       | تحدى نيلسون مانديلا 2006                  |
| 12 13 14 15 | 20 نوفمبر 2007 | ملقعب القاهره الدولي، القاهره، مصر                    | \| السودان \|          | 2-0 3-0 4-0 5-0 | 5-0       | دورة الألعاب العربية 2007                 |
| 16.         | 25 نوفمبر 2007 | ملعب القاهرة الدولي، القاهرة، مصر                     | السعودية               | 2–0             | 2-1       | دورة الألعاب العربية 2007                 |
| 17          | 13 يناير 2008  | ألفيركا دو ريبيتيجو، البرتغال                         | أنغولا                 | 1–0             | 3–3       | مباراة ودية                               |
| 18          | 13 يناير 2008  | ألفيركا دو ريبيتيجو، البرتغال                         | أنغولا                 | 2–1             | 3–3       | مباراة ودية                               |
| 19          | 13 يناير 2008  | ألفيركا دو ريبيتيجو، البرتغال                         | أنغولا                 | 3–3             | 3–3       | مباراة ودية                               |
| 20          | 22 يناير 2008  | ملعب القاهرة الدولي، القاهرة، مصر                     | مالاوي                 | 1–0             | 2–0       | التصفيات الموهلة كأس العالم 2010          |
| 21          | 22 يناير 2008  | ملعب القاهرة الدولي، القاهرة، مصر                     | مالاوي                 | 2–0             | 2–0       |                                           |
| 22          | 12 أكتوبر 2008 | ملعب أكاديمية القاهرة العسكرية، القاهرة، مصر          | جيبوتي                 | 1–0             | 4–0       | التصفيات الموهلة كأس العالم 2010          |
| 23.         | 19 نوفمبر 2008 | ملعب القاهرة الدولي، القاهرة، مصر                     | بنين                   | 2–0             | 5-1       | مباراة ودية                               |
| 24.         | 19 نوفمبر 2008 | ملعب القاهرة الدولي، القاهرة، مصر                     | بنين                   | 3–0             | 5-1       | مباراة ودية                               |
| 25.         | 11 نوفمبر 2009 | ملعب القاهرة الدولي، القاهرة، مصر                     | غانا                   | 2–2             | 2–2       | مباراة ودية                               |
| 26.         | 5 نوفمبر 2009  | ملعب أسوان، أسوان، مصر                                | تنزانيا                | 1–0             | 5-1       | التصفيات الموهلة كأس العالم 2010          |
| 27.         | 5 نوفمبر 2009  | ملعب أسوان، أسوان، مصر                                | تنزانيا                | 3–0             | 5-1       | التصفيات الموهلة كأس العالم 2010          |
| 28.         | 14 نوفمبر 2009 | ملعب القاهرة الدولي، القاهرة، مصر                     | الجزائر                | 2–0             | 2–0       | التصفيات الموهلة كأس العالم 2010          |
| 29.         | 12 يناير 2010  | ملعب السيد داجراشا، بنجيلا، أنجولا                    | نيجيريا                | 1–1             | 3–1       | كأس الأمم الإفريقية 2010                  |
| 30.         | 20 يناير 2010  | ملعب السيد داجراشا، بنجيلا، أنجولا                    | بنين                   | 2–0             | 2–0       | كأس الأمم الإفريقية 2010                  |
| 31.         | 15 أبريل 2012  | ملعب الرشيد، دبى، الإمارات العربية المتحدة            | موريتانيا              | 3–0             | 3–0       | مباراة ودية                               |
| 32.         | 30 June 2012   | ملعب بارتيليمى بوجاندا، بانغى، جمهورية أفريقيا الوسطى | جمهورية إفريقيا الوسطى | 1–1             | 1–1       | التصفيات الموهلة كأس الأمم الإفريقية 2013 |
| السودان     |                |                                                       |                        |                 |           |                                           |

## إنجازاته مع النادي الأهلي
| البطولة                                     | العدد | الأعوام |
| ------------------------------------------- | ----- | --- |
| الدوري المصري الممتاز                       | 10    | (2004–2005) - ( 2005–2006) - ( 2006–2007) ( 2007–2008) - ( 2009–2010) - ( 2010–2011) ( 2013–2014) - ( 2015–2016) - (2016–2017) (2018–2017) |
| كأس مصر                                     | 3     | 2006 و2007 و 2017 |
| كأس السوبر                                  | 6     | 2005 و2006 و2007 و2012 و2014 و2015 |
| كأس السوبر الأفريقي                         | 4     | 2006 و2007 و2013 و2014 |
| دوري أبطال أفريقيا                          | 4     | 2005 و2006 و2013 و2012 |
| كأس الاتحاد الكونفدرالي الأفريقي لكرة القدم | 1     | 2014 |

## اعتزاله
في يوم 2018/7/31 أعلن عماد متعب اعتزاله كرة القدم بشكل رسمي وذلك بعد انتهاء فترة القيد المحلي واعلن أيضا التوجه للعمل في مجال التحليل الرياضي عن طريق قناة ON SPORTS

## وصلات خارجية
- عماد متعب على موقع الاتحاد الدولي (مؤرشف)  (الإنجليزية)
- عماد متعب على موقع الاتحاد الأوربي (الإنجليزية)
- عماد متعب على موقع قاعدة بيانات كرة القدم.إي يو (الإنجليزية)
- عماد متعب على موقع ناشيونال فوتبول تيمز (الإنجليزية)
- عماد متعب على موقع Soccerway.com (الإنجليزية)
- عماد متعب على موقع أوليمبيديا (الإنجليزية)
- صفحة عماد متعب من موقع كوورة
- صفحة عماد متعب على موقع فيفا (بالإنجليزية)